# Chatbot
Een chatterbot, chatbot of kortweg bot is een geautomatiseerde gesprekspartner. Het is dan ook een samenvoeging van het woord 'chat' en 'robot'. Chatbots zijn te vinden op websites en in Instant Messenger-programma’s, zoals Facebook Messenger, Skype (het vroegere Windows Live Messenger, de opvolger van MSN Messenger), Yahoo, AIM, Google Talk, Telegram, WhatsApp, Discord en Slack. In het geval van Instant Messenger-programma's kan de chatbot worden toegevoegd als buddy.

## Geschiedenis
Een van de vroegste voorbeelden was ELIZA, een computerprogramma uit 1964-66 dat in staat was om eenvoudige gesprekken te voeren met mensen. Nadien werd een hele reeks chatbots ontwikkeld, onder meer Parry (1972), Racter (1984), ALICE (1995) en vele andere. In 2001 verscheen een voorloper van de in de jaren 2010 opkomende virtuele assistenten en slimme speakers. Intussen werkte IBM vanaf 2007 aan Watson, een supercomputer die in spreektaal kon communiceren. 
Begin 2016 nam het aantal chatbots in sociale mediaplatforms enorm toe, en werden duizenden chatbots ingezet op gebieden als marketing, ondersteunende systemen, gezondheidszorg, entertainment, onderwijs, cultureel erfgoed, berichtenplatforms, industriële toepassingen en onderzoek.
In het najaar van 2022 lanceerde OpenAI zijn ChatGPT-chatbot, gebaseerd op GPT-3, een groot taalmodel van het bedrijf. ChatGPT is een van de meest geavanceerde chatbots die momenteel beschikbaar zijn en wordt beschouwd als een belangrijke mijlpaal in de ontwikkeling van conversational AI. Het model is getraind op enorme hoeveelheden menselijke conversaties en kan daarom op een natuurlijke en menselijke manier communiceren met gebruikers. ChatGPT wordt vaak ingezet voor customer service-doeleinden en is in staat om vragen te beantwoorden over een breed scala aan onderwerpen. De officiële ChatGPT was vaak niet beschikbaar vanwege de hoge belasting, waardoor chat-apps populair werden die de officiële API van OpenAI gebruiken.

## Werking
Een chatbot neemt deel aan een getypte conversatie; vaak een dialoog, waarbij de gebruiker een vraag intikt en de chatbot antwoord geeft, maar de conversatie kan ook meer personen betreffen, zoals op een IRC-kanaal. Ook kan de chatbot een vraag stellen, bijvoorbeeld als onderdeel van een quiz, of een mededeling doen, vaak om de anderen van bepaalde ontwikkelingen op de hoogte te houden, bijvoorbeeld de beurskoersen. Sommige chatbots zijn menu-gestuurd; dan krijgt de gebruiker een keuze voorgelegd. Chatbots kunnen ook spelletjes met iemand spelen in een zogenaamd activiteitenscherm naast de conversatie (alleen in Windows Live Messenger), bijvoorbeeld het bekende tv-spelletje 1 tegen 100.
Chatbots hebben, net als menselijke conversatiepartners, vaak een vaste roepnaam waaronder ze aan de conversatie deelnemen. De meeste chatbots dienen om een bepaalde dienst aan te bieden, en gedragen zich daarom als typische computerprogramma's die via de commandoregel te benaderen zijn: er is een vast repertoire aan commando's, waarop de respons vast ligt en duidelijk gedefinieerd is, en uitleg ervan is vaak met een commando (b.v. "help") op te vragen.
Sommige, zoals infobot volgen de conversatie, pikken daar dingen uit op, en kunnen die ook ongevraagd weer te berde brengen, wat al snel een tamelijk menselijke indruk maakt.

## Intelligentie
Een dergelijke chatbot werkt door patroonherkenning: er zijn een of meer patronen die in de langskomende tekst worden herkend, en aan elk patroon is een handeling gekoppeld; die handeling kan bestaan uit het geven van een antwoord, maar het wordt interessanter als er meer gebeurt. Zo kan een chatbot als weerbericht fungeren door op zinnen als "Wat voor weer is het vandaag in Utrecht?", te reageren met bijvoorbeeld "In Utrecht is het vandaag 8 graden Celsius. Verwacht wordt dat het in de loop van de dag zal gaan regenen." Hiervoor is het nodig dat er een database is met plaatsnamen en een verbinding met een Internetdienst die weerberichten geeft zoals het gegeven antwoord; al wat de chatbot dan hoeft te doen is langskomende tekst scannen op het voorkomen van het woord "weer" tegelijk met een plaatsnaam in de database, de Internetdienst vragen om het weerbericht voor de plaats in kwestie, en dat als antwoord plaatsen.
Een dergelijke dienst is nuttig, maar niet erg slim: op de vraag "Ben je weer in Utrecht?" zal hetzelfde antwoord komen.
Daarom zijn dergelijke chatbots al snel als programma's te herkennen.
Er worden wel chatbots gemaakt die zich proberen voor te doen als een echt mens; als er een dat volkomen lukt zegt men dat hij geslaagd is voor de Turing-test. Dit omdat Alan Turing, een van de stamvaders van de computer, in 1950 een artikel schreef over de vraag of dit in principe mogelijk is.
De term chatterbot is meer gangbaar in Engelstalige landen.

## Toepassingen
Steeds meer bedrijven zetten chatbots in om te ondersteunen in hun dialoog met consumenten. Vanwege het geautomatiseerde karakter is een chatbot een goedkoop alternatief voor het beantwoorden van basale vragen. Chatbots kunnen bijvoorbeeld ingezet worden als klantenservice (via websites) of zij kunnen een wat meer marketing gerichte rol spelen. Als een chatbot wat meer marketing-gericht is, dan worden zij vaak ingezet op een messenger-platform (zoals Windows Live Messenger), aangezien zij dan gemakkelijker toegang hebben tot de juiste doelgroep (een voorbeeld hiervan is de Studio Bot van Radio 538).
Lange tijd was het gebruik van IRC-chatbots populair onder computerkrakers. Als onderdeel van een geslaagde computerinbraak installeert men een chatbot op de computer, die automatisch verbinding zoekt met de kraker(s) en deze controle biedt over de gekraakte machine; zo kan een botnet van gekraakte computers ontstaan; zo werkt bijvoorbeeld Toxbot.
Ook op het vlak van menselijke relaties deden chatbots hun intrede. Ze worden vaak gebruikt in onder meer datingwebsites en in klantenservice. In de jaren 2000 zijn relatie-chatbots steeds populairder geworden, en na 2010 ontstonden flexibele, aan de individuele gebruiker aanpasbare relatie-chatbots zoals Replika en Mitsuku, die aanbieden om te praten over alles, van de dagelijkse dingen tot de diepste gedachten en gevoelens. 

## Lijst van chatbots

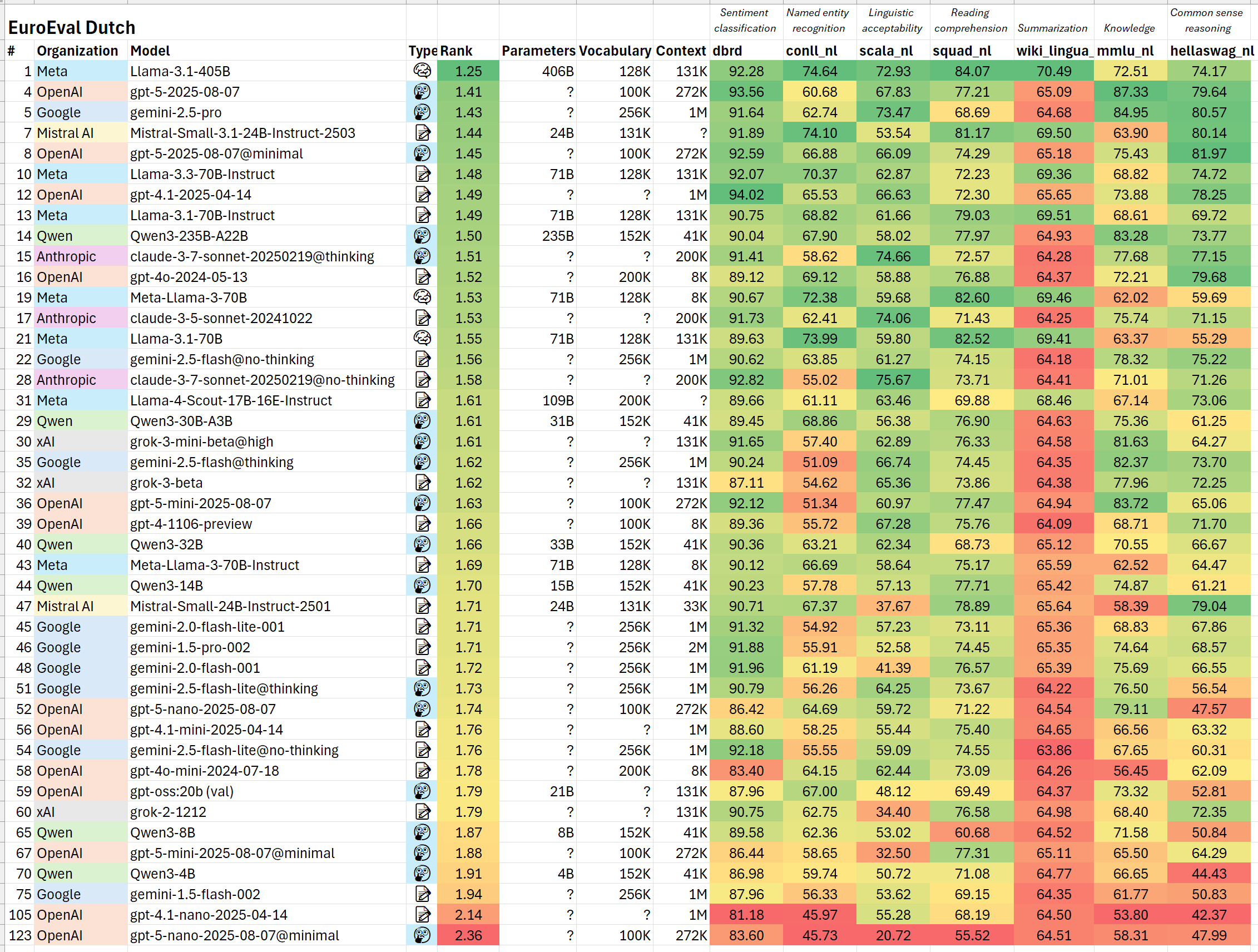
Prestaties van grote taalmodellen (LLMs) in het Nederlands

- Prestaties van grote taalmodellen (LLMs) in het NederlandsAlbert One, 1998 en 1999 Loebner Prize-winnaar ontwikkeld door Robby Garner
- Amazon Q, AI-chatbot ontwikkeld door Amazon
- A.L.I.C.E., 2001, 2002, en 2004 Loebner Prize-winnaar ontwikkeld door Richard Wallace
- Braina, intelligente personal assistant ontwikkeld door Brainasoft
- CarynAI, AI-chatbot ontwikkeld door Forever Voices
- ChatGPT, prototype AI-chatbot ontwikkeld door OpenAI
- Claude, chatbot ontwikkeld door Anthropic
- Cleverbot, winnaar van de 2010 Mechanical Intelligence Competition
- Copilot, chatbot van Microsoft
- DeepSeek, een Chinees AI-bedrijf
- ELIZA, vroege chatbot ontwikkeld aan het Massachusetts Institute of Technology
- Ernie Bot, chatbot ontwikkeld door Baidu
- Eugene Goostman,  2012 Turing 100-winnaar ontwikkeld door Vladimir Veselov
- Fred, vroege chatterbot ontwikkeld door Robby Garner
- Gemini, chatbot van Google (vroeger Bard genoemd)
- Grok, chatbot van xAI
- Jabberwacky, chatterbot ontwikkeld door Rollo Carpenter
- Jeeney AI, chatterbot uit 2009
- Le Chat, chatbot van het Franse bedrijf Mistral AI
- MegaHAL, chatterbot ontwikkeld door Jason Hutchens
- SimSimi, populair AI-conversatieprogramma ontwikkeld in 2002 door ISMaker
- Sparrow,  chatbot ontwikkeld door DeepMind
- Tongyi Qianwen, chatbot ontwikkeld door Alibaba Group
- Ultra Hal,  2007 Loebner Prize-winnaar ontwikkeld door Robert Medeksza

## Verwijzingen
1. 1 2 3  (en) Eleni Adamopoulou, Lefteris Moussiades, Chatbots: History, technology, and applications. Machine Learning with Applications, Volume 2, 2020, 100006. ISSN 2666-8270 (2020). Geraadpleegd op 31 juli 2023.
2. ↑  (en) Racter. chatbots.org. Gearchiveerd op 7 juni 2023. Geraadpleegd op 31 juli 2023.
3. ↑  (en) Infobot-homepage
4. ↑  (en) Infobots and Purl, door Kevin Lenzo, in The Perl Journal, zomer 1998. Gearchiveerd op 15 november 2022.